# هیدروژن‌زدایی

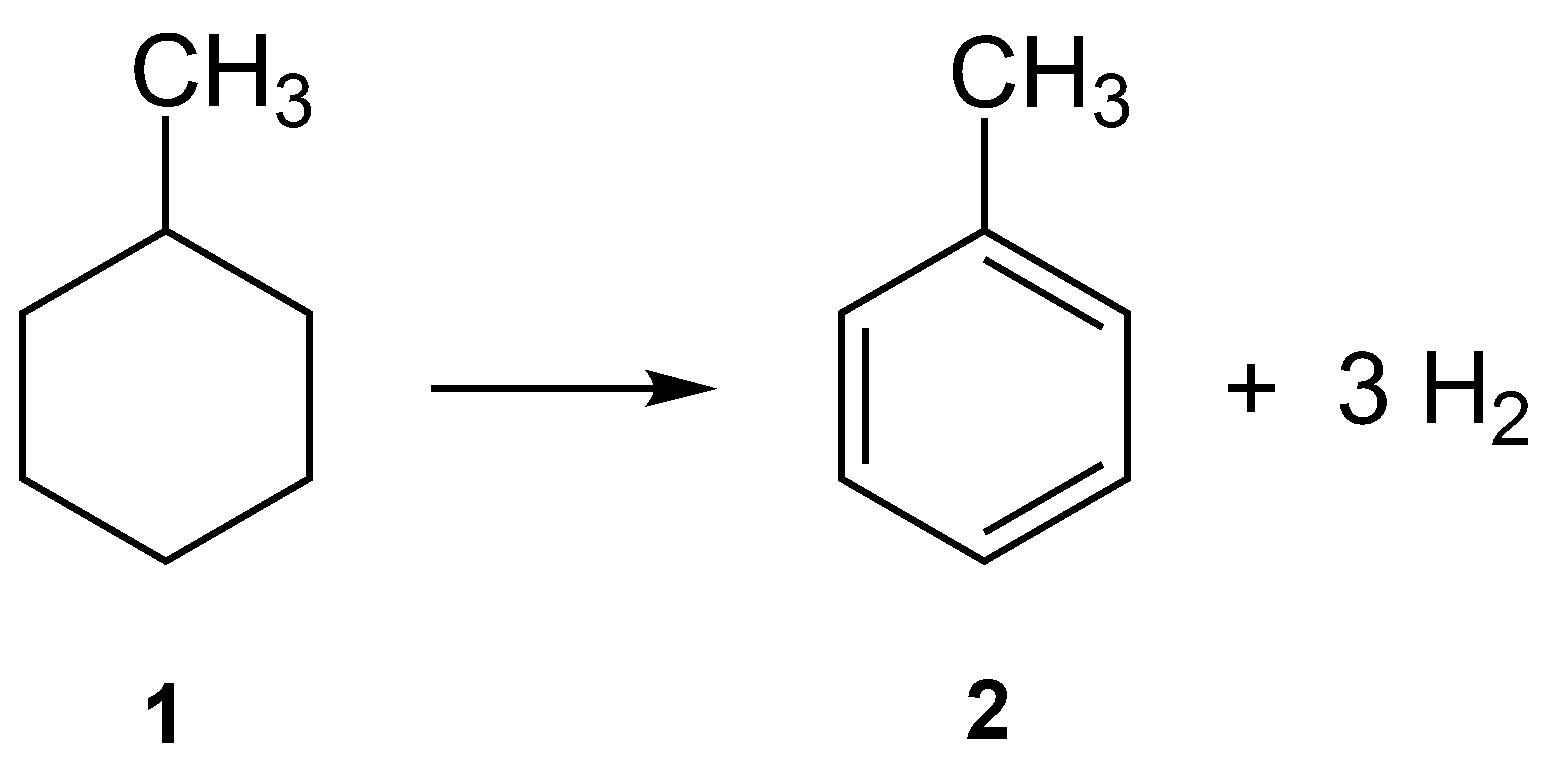
نمونه‌ای از واکنش هیدروژن‌زدایی؛ هیدروژن‌زدایی متیل‌سیکلوهگزان (۱) – به تولوئن (۲)

هیدروژن زدایی(به انگلیسی: Dehydrogenation) فرایندیست که طی آن هیدروژن از ساختار ترکیب جدا می‌شود.این فرایند به شدت گرماگیر بوده و می‌باید در دماهای بالا انجام شود.هیدروژن زدایی در صنایع مختلف از جمله پلاستیک، مواد روان‌کننده و مواد منفجره کاربرد دارد.